# Keybase
是一个基于PGP技术的社交网络平台，它可以将用户的身份映射到公钥，反之亦然。目前在keybase.io上提供身份验证的网站和服务有：Twitter、GitHub、Reddit、Coinbase和Hacker News，另有网站管理员、比特币、Zcash地址的验证。2020年5月7日，Keybase被Zoom收購。

## 身份证明
Keybase允许用户“查验”某些在线身份（例如Twitter或Reddit帐户）与其加密密钥之间的链接。身份证明不是使用OAuth之类的系统，而是通过以用户希望证明其所有权的帐户发布签名声明来完成的。这使得身份证明可以公开验证——用户无需信任服务的真实性，而是可以自己查找和检查相关的证明声明，并且Keybase客户端会自动执行此操作。

## 应用
除了网页界面之外，Keybase还为Windows、Mac、Android、iOS以及大多数桌面Linux发行版提供了客户端应用程序，该应用程序使用Go编写，并使用Electron作为前端。该应用程序提供了网站之外的附加功能，例如端到端加密聊天、团队功能以及将文件添加到其个人和团队Keybase文件系统存储以及访问其中的私有文件的功能。运行客户端应用程序的每个设备都通过由其他设备或用户的PGP密钥进行的数字签名进行授权。每个设备还拥有一个设备专用的NaCl（读作英语“salt”）密钥，用于执行加密操作。

## 聊天
Keybase聊天是Keybase内置的一款端到端加密聊天工具，于2017年2月推出。Keybase聊天的一项独特功能是，它允许Keybase用户使用在线别名（例如reddit帐户）向某人发送消息，即使他们尚未注册Keybase。
如果接收者（在线别名所有者）拥有Keybase帐户，他们将无缝接收消息。如果接收者没有Keybase帐户，并且以后注册并证明了在线帐户与其设备之间的链接，则发送者的设备将根据接收者发布的公开证明对消息进行密钥更新，从而允许他们读取消息。由于Keybase应用程序会检查证明，因此它避免了首次使用信任问题。

## Keybase文件系统（KBFS）

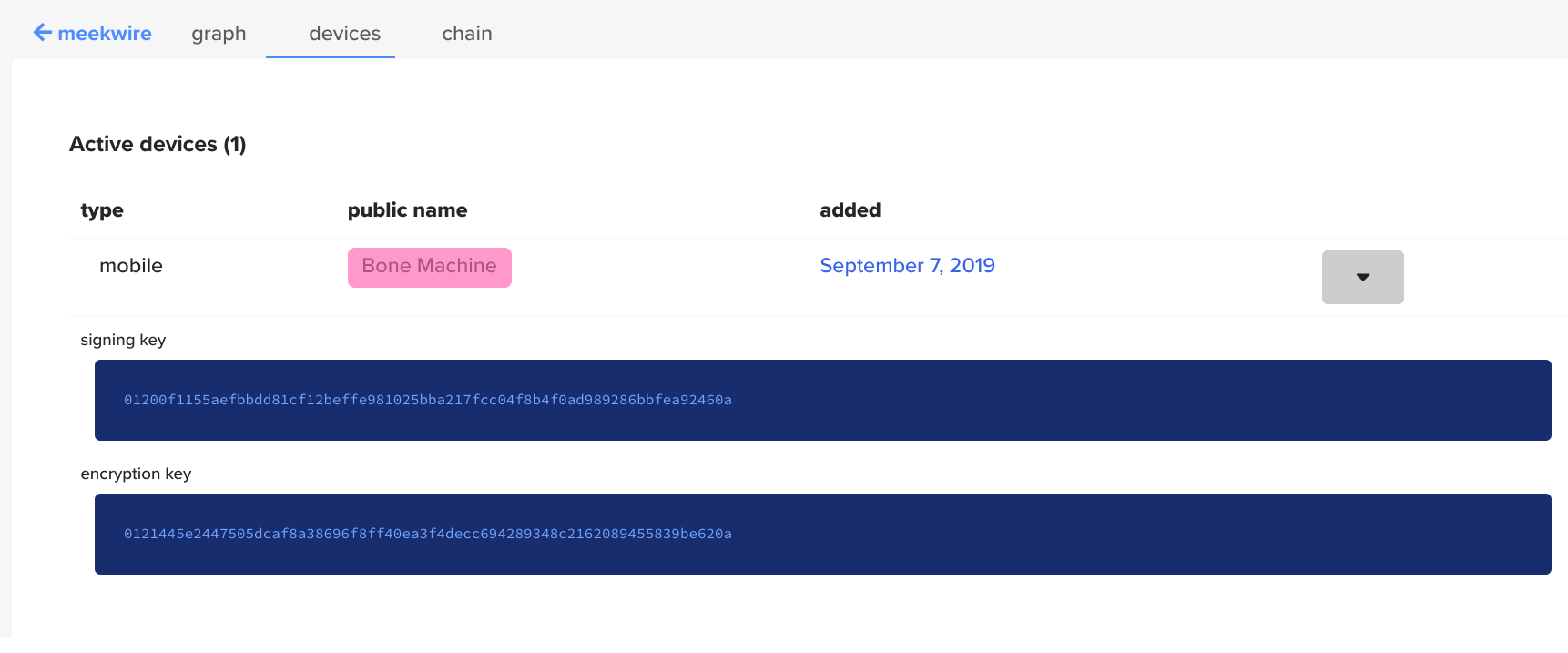
Keybase截图，显示有用户的密钥

Keybase允许用户在名为Keybase文件系统的云存储中免费存储高达250GB的文件。目前没有存储升级服务，但计划推出允许存储更多数据的付费计划。该文件系统分为三个部分：公共文件、私有文件和团队文件。在类Unix机器上，文件系统被挂载到/keybase，而在Microsoft Windows系统上，它通常被挂载到K盘。目前，Keybase客户端的移动版本只能从 kbfs 下载文件，而不能挂载它。但是，它们支持必要时的文件密钥更新等操作。2017年10月，Keybase推出了端到端加密的Git存储库。

### 公共文件
公共文件存储在/public/用户名中，并且是公开可见的。公共文件系统中的所有文件都会由客户端自动进行数字签名。 但是，只有该文件夹命名所指的用户才能编辑其内容，不过文件夹的名称可以是用逗号分隔的用户列表（例如，文件夹/public/foo,bar,three可以由用户“foo”、“bar”和“three”编辑）。
任何用户都可以访问公共文件。单用户文件夹显示在keybase.pub，也可以通过在文件系统的已挂载版本中打开目录来访问。多用户文件夹（例如/public/foo,bar,three）只能通过系统的已挂载版本访问。

### 私有文件
私有文件存储在/private/用户名中，并且只有“用户名”可见。与公共文件夹一样，私有文件夹的名称也可以使用多个用户（例如，文件夹/private/foo,bar,three可以由用户“foo”、“bar”和“three”读取和编辑）。私有文件也可以设置为仅对“#”后的用户可读（例如，文件夹/private/writer1,writer2,#reader1,reader2可由用户“writer1”和“writer2”读取和编辑，但仅对“reader1”和“reader2”可读）。与公共文件不同，所有私有文件在上传之前都会进行加密和签名，从而实现端到端加密。

### 团队文件
团队文件存储在/team/团队名称中，并且对团队成员公开可见。团队文件系统中的所有文件都会由客户端自动进行数字签名和加密。只有被标记为写入者的用户才能编辑其内容，但是任何读者都可以访问存储在那里的文件。

## 团队
2017年9月，Keybase推出了Keybase团队。每个团队在Keybase文件系统中都有一个私有文件夹，以及多个聊天频道（类似于Slack）。团队还可以通过在团队名称中放置.来划分为“子团队”。例如，wikipedia.projects将是wikipedia的子团队，而wikipedia.projects.foobar将是wikipedia.projects的子团队（因此也是wikipedia的子团队）。

### 团队管理
团队管理主要通过向链中添加签名来完成。每个签名可以添加、删除或更改用户在团队中的成员身份，以及何时对子团队进行更改。
每个链都以团队所有者做出的签名开始，随后的操作由团队管理员或用户签名。这确保了每个操作都由授权用户执行，并且任何拥有所用公钥的人都可以验证操作。